# Zákon o soudech a soudcích
Zákon o soudech a soudcích je zkrácený název zákona č. 6/2002 Sb., o soudech, soudcích, přísedících a státní správě soudů a o změně dalších zákonů (zákon o soudech a soudcích). Upravuje jak organizaci českých soudů, včetně jejich státní správy, tak postavení soudce, přísedícího a justičního kandidáta. Pro věci správního soudnictví je tento zákon subsidiární vůči soudnímu řádu správnímu.

## Systematika zákona
Celý zákon se člení na 12 částí, první část, která jediná se zabývá problematikou soudů a soudců, se dále člení na 4 hlavy. Zákon má také 7 příloh:
- Část první: Soudy, soudci, přísedící a státní správa soudů
  - hlava I: Soudy – upravuje základní zásady soudnictví, postavení, působnost a organizaci jednotlivých článků soustavy soudů (tedy soudů okresních, krajských, vrchních i Nejvyššího soudu, mimo Nejvyššího správního soudu), asistenty soudce a soudcovské rady
  - hlava II: Soudci a přísedící – upravuje předpoklady pro jmenování soudcem nebo volbu přísedícím, jejich postavení a zánik funkce, kárnou odpovědnost, postavení funkcionářů soudů a justičních kandidátů, včetně odborné justiční zkoušky
  - hlava III: Státní správa soudů – upravuje státní správu soudů (vykonává ji Ministerstvo spravedlnosti i jednotlivé nadřízené články soudní soustavy nad soudy podřízenými), postavení a úkoly Justiční akademie a možnost stížností na nevhodné chování soudních osob či průtahy v řízení
  - hlava IV: Společná, přechodná a zrušovací ustanovení

- Část druhá: Změna zákona o advokacii
- Část třetí: zrušena
- Část čtvrtá: zrušena
- Část pátá: zrušena
- Část šestá: Změna zákona č. 264/1992 Sb.
- Část sedmá: Změna zákona č. 171/1993 Sb.
- Část osmá: Změna zákona č. 292/1993 Sb.
- Část devátá: Změna zákona č. 202/1997 Sb.
- Část desátá: Změna zákona č. 30/2000 Sb.
- Část jedenáctá: Změna exekučního řádu
- Část dvanáctá: Účinnost – od 1. 4. 2002

Přílohy:
1. Názvy, obvody a sídla vrchních soudů – určuje oba vrchní soudy i jejich soudní obvody a sídla
2. Názvy, obvody a sídla krajských soudů – určuje všech 8 krajských soudů i jejich soudní obvody a sídla
3. Názvy, obvody a sídla okresních soudů – určuje skoro všechny okresní soudy i jejich soudní obvody a sídla (výjimkou je Městský soud v Brně, který je určen v § 9 odst. 2 a v § 12 odst. 3 zákona a pražské obvodní soudy, které jsou určeny v příloze č. 4)
4. Názvy a obvody obvodních soudů v hlavním městě Praze – určuje všech 10 pražských obvodních soudů a jejich soudní obvody
5. Pobočky krajských soudů, jejich názvy a sídla – pro Krajský soud v Ústí nad Labem stanoví pobočku v Liberci, pro Krajský soud v Ostravě pobočku v Olomouci a pro Krajský soud v Českých Budějovicích pobočku v Táboře
6. Pobočky krajských soudů, jejich názvy a sídla – pro Krajský soud v Plzni stanoví pobočku v Karlových Varech, pro Krajský soud v Hradci Králové pobočku v Pardubicích a pro Krajský soud v Brně pobočku v Jihlavě a pobočku ve Zlíně
7. Pobočky okresních soudů, jejich názvy a sídla – pro Okresní soud v Bruntále stanoví pobočku v Krnově, pro Okresní soud v Karviné pobočku v Havířově a pro Okresní soud ve Vsetíně pobočku ve Valašském Meziříčí